# (8346) 1987 DW6
(8346) 1987 DW6 (1987 DW6, 1976 GG6, 1982 KS) — астероїд головного поясу.
Тіссеранів параметр щодо Юпітера — 3,190.